# Dünne Schichten
Unter dünnen Schichten, Dünnschicht oder Film (englisch thin films, auch thin layer) versteht man Schichten fester Stoffe mit Dicken im Mikro- beziehungsweise Nanometerbereich. Diese dünnen Schichten zeigen oft ein physikalisches Verhalten (Festigkeit, elektrische Leitfähigkeit usw.), das von dem massiver Körper aus demselben Material abweicht. So können auch Eigenschaften erreicht werden, die sonst nicht vorhanden sind. Dünne Schichten werden in der Oberflächenveredelung sowie der Mikroelektronik eingesetzt.
Dünne Schichten werden z. B. durch Sputtern oder Molekularstrahlepitaxie (MBE) hergestellt bzw. aufgedampft. Die Methoden des Auftragens von dünnen Schichten bzw. das diesbezügliche Fachwissen wird als Dünnschichttechnologie bezeichnet, der Begriff steht jedoch im Besonderen für mit dieser Technologie gefertigte passive elektronische Bauelemente.
Dünne Schichten lassen sich häufig nur bis zu einer bestimmten Schichtdicke herstellen. Stärkere Schichten können so hohe Eigenspannungen entwickeln, dass sie abplatzen würden.

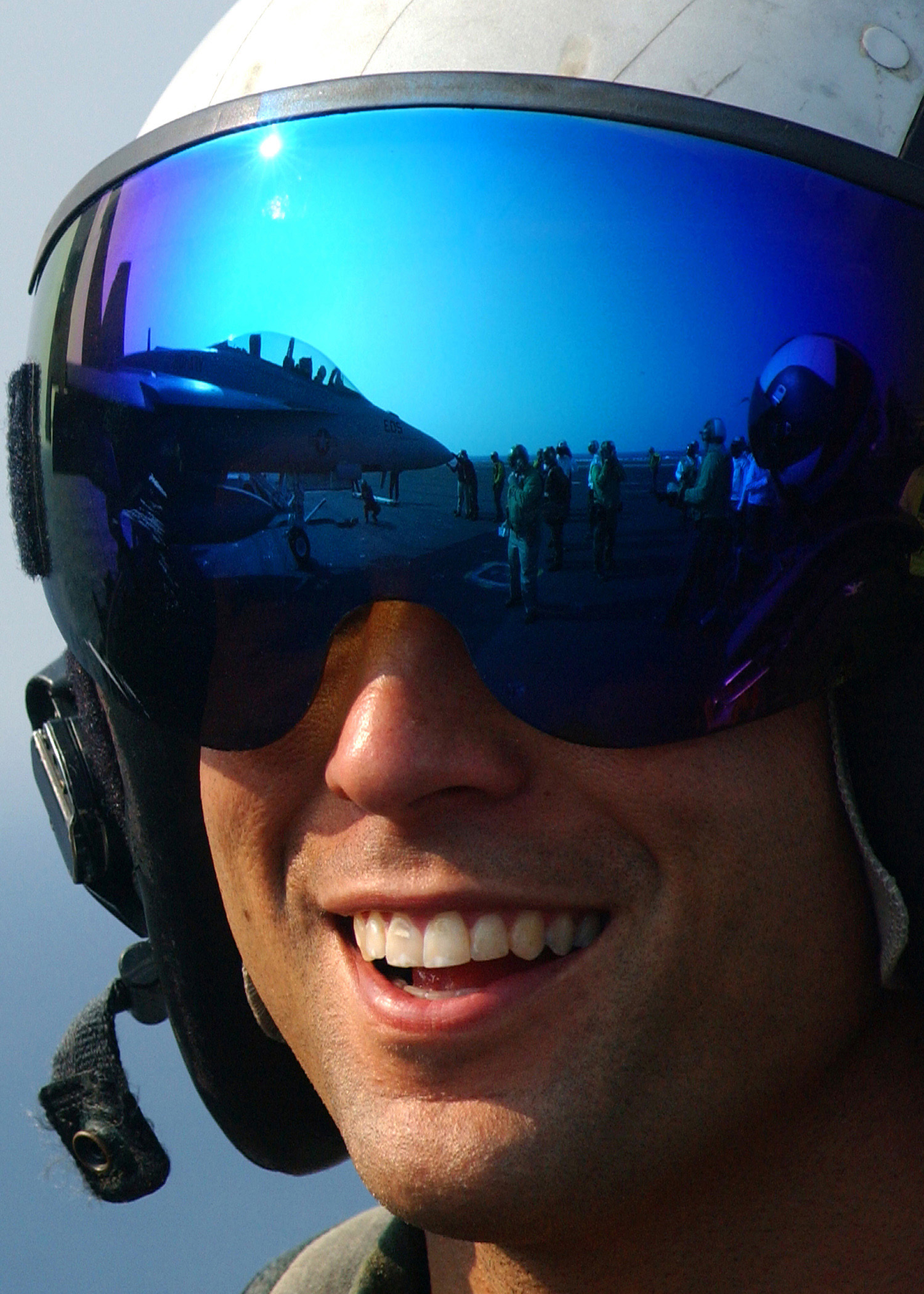
Farbeffekte und Verspiegelung durch dünne Schichten

## Geschichte und dünne Schichten im Alltag
Ursprünglich war dies die alleinige Bedeutung des Begriffs Film (z. B. dünne Filme), die aber nach der Erfindung der Fotografie und vor allem des Kinofilms einen Wandel erfuhr. Die Begriffe dünne Schichten und Dünnschichttechnologie sind heute jedoch nur für Schichtdicken bis ca. 1 µm gebräuchlich. Die Verwendung des Plurals (dünne Schichten) charakterisiert die speziellen Eigenschaften besonders dünner Schichten über die breite Palette von Anwendungen (optische Filter, Verspiegelungen, Werkstofftechnik, Diffusionsschutz, Hartstoffschichten, Lichtschutz, Dünnschichtsolarzellen usw.).

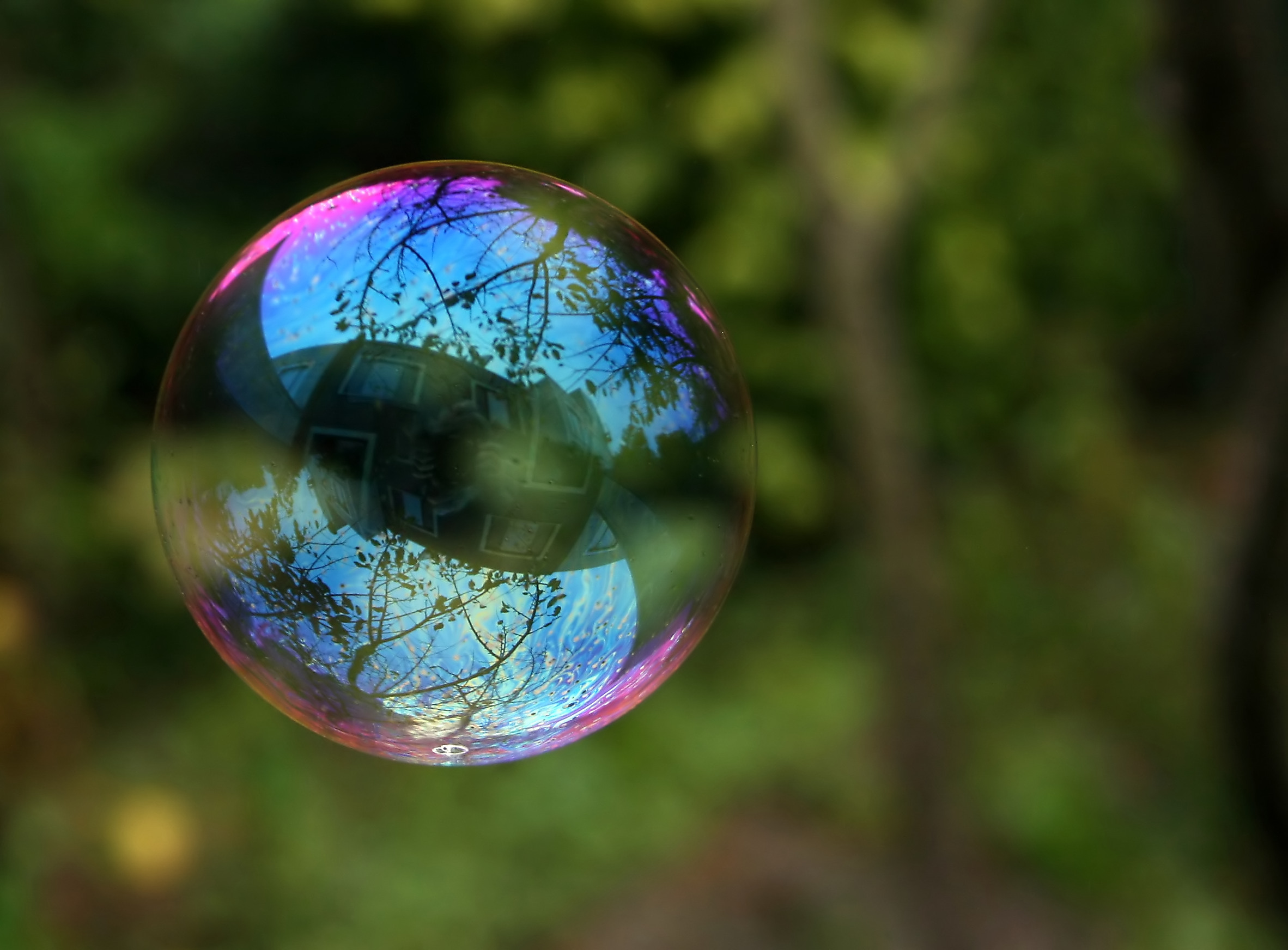
Regenbogenfarben und Reflexionen an einer Seifenblase

Ein im Alltag bekanntes Beispiel für einen Effekt, der durch dünnen Schichten auftritt, ist Lichtinterferenz: die Regenbogenfarben von dünnen Ölfilmen auf Wasser und bei Seifenblasen sowie die brillanten Farben von Pfauenfedern oder Schmetterlingsflügeln, werden durch einzelnen oder mehreren dünner Schichten hervorgerufen. Dünne Schichten werden nicht nur in Wissenschaft und Technik angewendet – sie finden eine Vielzahl nutzvoller Anwendungen in unserer täglichen Umgebung. Beispiele sind aluminiumbeschichtete Folien für die Verpackung (Kaffee) und Rettungsdecken.

## Wirtschaftliche Bedeutung
Die wirtschaftliche Bedeutung dünner Schichten ergibt sich aus den mit der geringen Dicke einhergehenden besonderen Eigenschaften (Interferenz, Sensoren usw.), aus der Materialökonomie und aus den immer weiter verbesserten Verfahren zur großtechnischen Massenfertigung (Beschichtungsverfahren, Maskentechnologie). Mit Hilfe der Dünnschichttechnologie lassen sich mit verschiedenen Verfahren mikrotechnische Bauteile oder andere Funktionsschichten herstellen. Typische Schichtdicken liegen im Mikrometer- und Nanometerbereich, bis hin zu monomolekularen Schichten. Das macht auch den Einsatz teurer Werkstoffe wirtschaftlich, wenn trotz geringer Mengen der gewünschte Effekt erzielt werden kann (Beispiel: Platin-Schichtwiderstände anstelle von Drahtwiderständen zur Temperaturmessung).
Durch Verschleiß können hohe Kosten entstehen. Durch Hartstoffschichten auf preiswerteren, weicheren Materialien lassen sich Schäden verringern und die Standzeit (Werkzeuge) und Qualität (z. B. Kunststoffbrillengläser) verbessern.
Korrosions-Schutzschichten können Schäden durch Korrosion verringern.
Die höchste wirtschaftliche Bedeutung kommt dünnen Schichten in der Mikroelektronik zu. Die meisten mikroelektronischen Bauteile wie z. B. Prozessoren, Speicherbausteine, Monitore, aber auch Speichermedien wie CDs/DVDs und Festplatten werden mit Hilfe der Dünnschichttechnik hergestellt.

## Anwendung

### Optik

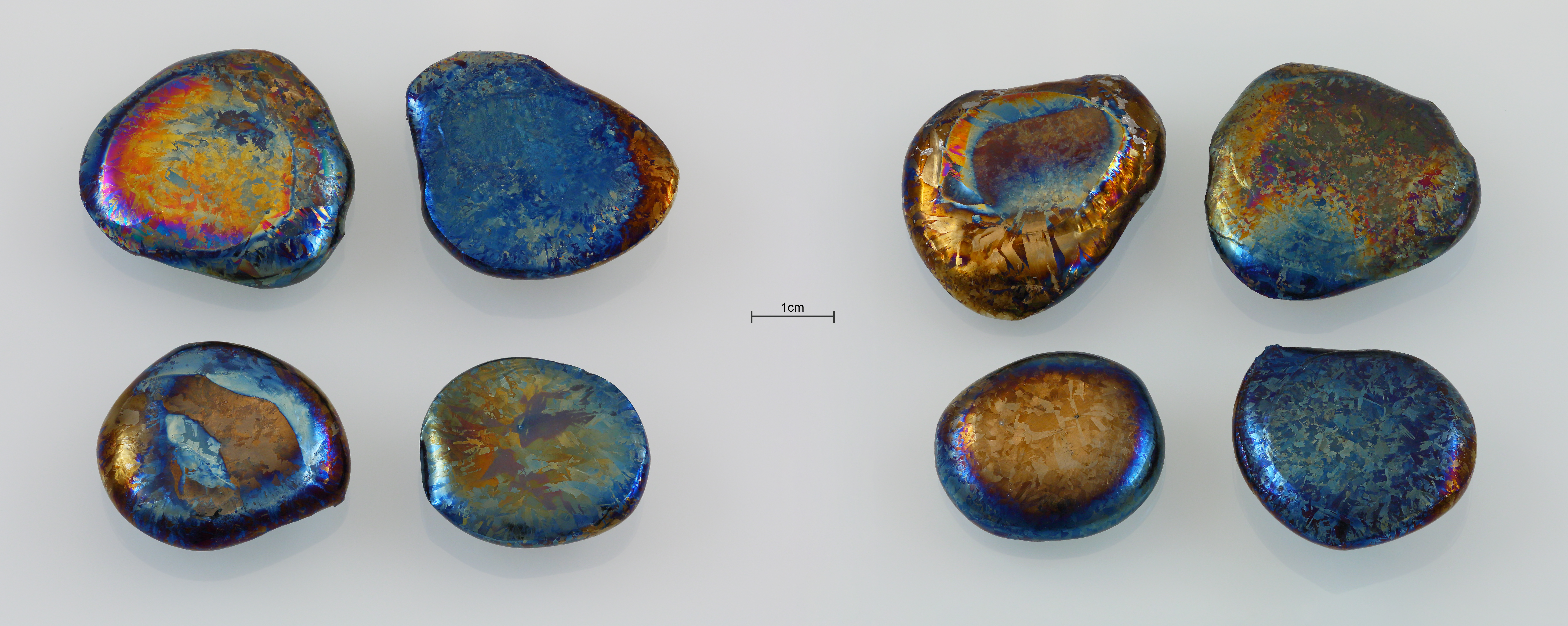
Das Metall Hafnium mit einer unterschiedlich dünnen Oxidschicht verursacht eine Farbenpracht

In der Optik spielen dünne Schichten eine große Rolle, sie werden verwendet, um das Reflexions- bzw. Transmissionsverhalten von Oberflächen und optischen Bauelement für UV-, VIS- und IR-Strahlung zu verändern. Das Reflexionsverhalten einer Oberfläche kann durch dünne Schichten wesentlich verändert werden. Typische Anwendungen sind Herstellung von reflektierenden Elementen, wie Spiegeln, oder die Entspiegelungen von Linsen. Dabei kommen im Wesentlichen zwei Materialgruppen zum Einsatz: Metalle (hohe Absorption und Reflexion) und dielektrische Materialien (hohe Transparenz).
Die wichtigste Eigenschaft für solche Schichten ist der (komplexe) Brechungsindex, der wesentlich das Reflexions- bzw. Transmissionsverhalten bestimmt (vgl. Fresnel-Gleichungen). Je nach Anwendungsbereich müssen dünne Schichten zusätzliche technische Anforderungen erfüllen, beispielsweise damit eine entspiegelte Linse alltagstauglich ist. Dazu gehören:
- mechanische Belastbarkeit (Haftfestigkeit, Härte, Abriebfestigkeit, Kratzunempfindlichkeit usw.)
- thermische Beständigkeit gegenüber Kälte und Wärme sowie ähnliche thermische Ausdehnungskoeffizienten der Schicht und des Substrats, um eine Beschädigung vorzubeugen – meistens besitzen die Schichten bereits durch die Herstellung eine sehr viel höhere Eigenspannung als durch Temperaturdifferenzen entstehen
- chemische Resistenz gegenüber Lösungsmittel, Reinigungsmittel, UV-Strahlung, Feuchtigkeit usw.

Die Kombination aller Anforderungen führt dazu, dass nur wenige Stoffe überhaupt als Schichtmaterialien in Frage kommen. So steht wegen der geringen Auswahl an Schichtmaterialien nicht jeder beliebiger Brechungsindex zur Verfügung.

#### Metallische dünne Schichten

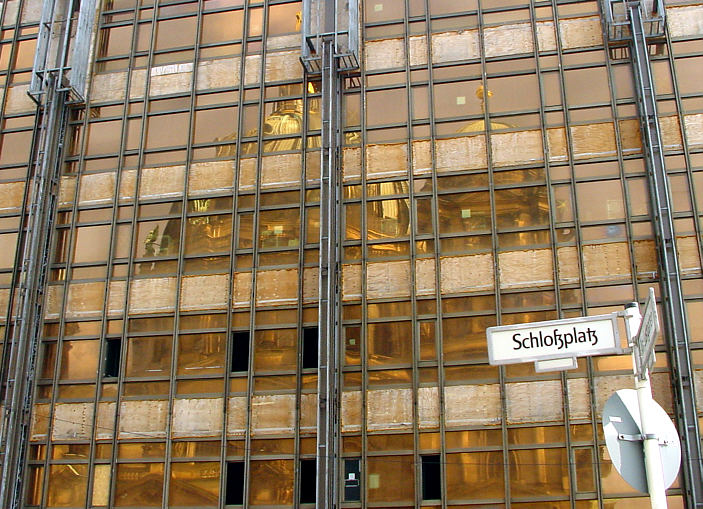
Fassade des Palastes der Republik mit metallbeschichteten Thermoglasfenstern.

Glatte Metallkörper, das heißt Metallkörper mit einer Oberflächenrauigkeit deutlich kleiner als die Wellenlänge des betreffenden Lichts, weisen in der Regel im VIS- und IR-Bereich einen Reflexionsgrad zwischen 92 % und 98 % auf. Diese Eigenschaft von Metallen wird ausgenutzt, um das Reflexionsvermögen von beliebigen Körpern zu verbessern, indem man diese mit einer dünnen Metallschicht beschichtet. Typisch sind hier Schichtdicken von wenigen hundert Nanometern. In diesem Bereich zeigen die Metallschichten, gebräuchlich aus Aluminium, Silber und Gold, die Eigenschaften von dicken Schichten. So lassen sich auch große und vergleichsweise leichte Spiegel kostengünstig herstellen, beispielsweise als Reflektor für Solaranlagen.
Metallische Spiegel reichen als Reflexionsschicht für Alltagsgegenstände und viele technische Anwendungen aus. Es gibt jedoch Anwendungen, bei denen solche Reflexionsverluste von 2 bis 10 % nicht mehr zu tolerieren sind, beispielsweise Lasersysteme. Um die Reflexionseigenschaften von Oberflächen nochmals zu verbessern, werden dielektrische Schichten eingesetzt. Mit Mehrfachschichten lassen sich wellenlängenselektive Spiegel (dichroitische Spiegel) herstellen, die bei ihrer spezifizierten Wellenlänge einen wesentlich höheren Reflexionsgrad besitzen als Metallschichten.
Dünnere Metallschichten bis ungefähr 50 Nanometer sind hingegen teilweise transparent. Solche Metalldampfbeschichtungen können beispielsweise auf Mehrscheiben-Isoliergläsern aufgebracht werden und dienen als sogenannte Wärmeschutzverglasung („Thermofenster“). Dabei ist die Dicke der Metallschicht so gewählt, dass sie für sichtbares Licht ausreichend transparent ist, aber langwellige Infrarotstrahlung („Wärmestrahlung“) vergleichsweise stark reflektiert. Die Metallbedampfung bewirkt zudem einen Spiegeleffekt und wird daher auch für die architektonische Gestaltung genutzt. Ein Nebeneffekt dieser Beschichtung ist, dass auch noch langwelligere Funkwellen abgeschirmt werden (vgl. Faradayscher Käfig).
Dünne Metallschichten lassen sich auch für die Herstellung von einfachen Polarisatoren nutzen. Dabei wird ein Metallfilm in eine feine Streifenstruktur auf einem Substrat abgeschieden. Die so hergestellten Drahtgitterpolarisatoren lassen nur elektromagnetische Wellen, die quer zur Streifenstruktur linear polarisiert sind, durch den Filter.

#### Dielektrische dünne Schichten
| Summenformel | Name                 | Brechungsindex |
| ------------ | -------------------- | -------------- |
| MgF2         | Magnesiumfluorid     | 1,38           |
| SiO2         | Siliciumdioxid       | 1,46           |
| Al2O3        | Aluminiumoxid        | 1,7            |
| ZrO2         | Zirkoniumdioxid      | 2,05           |
| PrTiO3       | Praseodym-Titan-Oxid | 2,1            |
| TiO2         | Titanoxid            | 2,3            |
| ZnS          | Zinksulfid           | 2,3            |

Dielektrische dünne Schichten ermöglichen deutlich mehr und spezialisiertere Anwendungen als metallische dünne Schichten oder den im vorhergehenden Abschnitt erwähnten dichroitischen Spiegel mit unterschiedlichen Reflexionsvermögen für sichtbares und infrarotes Licht, die ebenfalls auf dielektrischen Schichten basieren. Mit ihnen ist es möglich, den Reflexionsgrad zwischen 0 und 100 % auch in sehr schmalen Spektralbereichen zu kontrollieren oder die Polarisation des transmittierten bzw. reflektierten Lichts zu beeinflussen. Für optische Anwendungen steht eine Vielzahl von transparenten Materialien zur Verfügung, beispielsweise Magnesiumfluorid oder Titandioxid.
Die Eigenschaften von dielektrischen dünnen Schichten für optische Anwendungen basieren im Wesentlichen auf der Interferenz von Licht in diesen dünnen Schichten. Entscheidend hierbei ist das Auftreten von Mehrfachreflexion an den einer Grenzfläche der Vorder- und Rückseite der Schicht und die Überlagerung der Teilstrahlen bzw. Teilwellen. Diese interferieren miteinander, d. h., sie löschen sich aus oder verstärken sich. Daher ist es abhängig von der in der dünnen Schicht zurückgelegten Wegstrecke, dem Brechungsindex der Schicht und der Wellenlänge des Lichts, ob ein einfallender Lichtstrahl (im Vergleich ohne Schicht) verstärkt (im Fall konstruktiver Interferenz) oder vermindert (im Fall destruktiver Interferenz) reflektiert wird. Beide Fälle sowie deren Kombination finden in der Technik Anwendung.

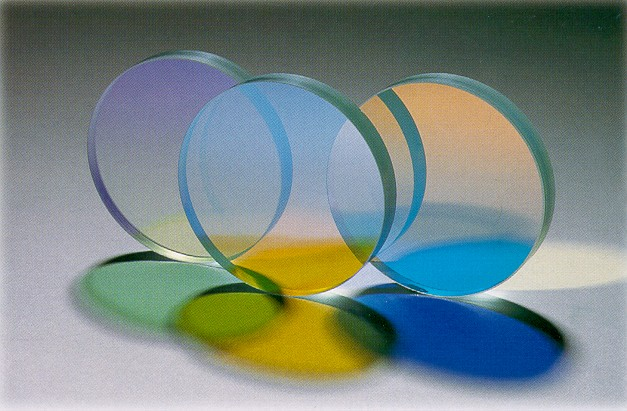
Interferenzfilter mit breiten Durchlassbereichen

Bereits Einfachbeschichtungen ermöglichen eine Antireflexbeschichtung für optische Elemente aus Glas, beispielsweise kann eine dünne Schicht aus Magnesiumfluorid auf Glas den Reflexionsgrad von 4,25 % auf etwa 1,25 % senken. Durch geschickte Kombination dieser Materialien in zum Teil sehr komplexen Schichtsystemen lassen sich Oberflächen mit definiertem Brechungsindex in einem mehr oder weniger großen Spektralbereich herstellen. Auf diese Weise kann die eher unbefriedigende Reflexminderung (starke Wellenlängen- oder Einfallswinkelabhängigkeit) durch eine Einfachschicht deutlich weiter verbessert werden. In der Praxis reicht in der Regel eine Dreifachschichtung aus Materialien mit unterschiedlichen Brechungsindizes und Dicke, die über den ganzen sichtbaren Bereich funktionieren. Durch Mehrfachschichten lassen sich auch die zuvor erwähnten dichroitischen Spiegel herstellen, beispielsweise so genannten Warm- und Kaltlichtspiegel. Warmlichtspiegel (englisch hot mirrors) zeichnen sich dabei durch einen hohen Transmissionsgrad für sichtbares Licht und einen hohen Reflexionsgrad für die infrarote Wärmestrahlung aus. Kaltlichtspiegel (engl. cold mirrors) hingegen wirken genau entgegengesetzt, sie reflektieren sichtbares Licht gut, lassen infrarote Wärmestrahlung jedoch passieren, z. B. bei Kaltlichtspiegellampen.
Weiterhin ist es durch Mehrfachbeschichtung möglich, Interferenzfilter sowie Teiler- und Einwegspiegel herzustellen.
Durch die Verwendung von optisch anisotropen oder aktiven Materialien sind auch Polarisationsfilter möglich.
Die Präzision bei der Herstellung dieser Schichten muss sehr hoch sein und entscheidet, ob es zu den gewünschten Interferenzeffekten kommen kann.
Weiterhin ist zu beachten, dass der Transmissions- und Reflexionsgrad eines solchen beschichteten Systems zum Teil sehr stark vom Einfallswinkel und der verwendeten Wellenlänge abhängt. Die Auswahl der jeweiligen Beschichtung hängt daher stark vom gewünschten Anwendungsbereich ab.

### Oberflächenveredelung

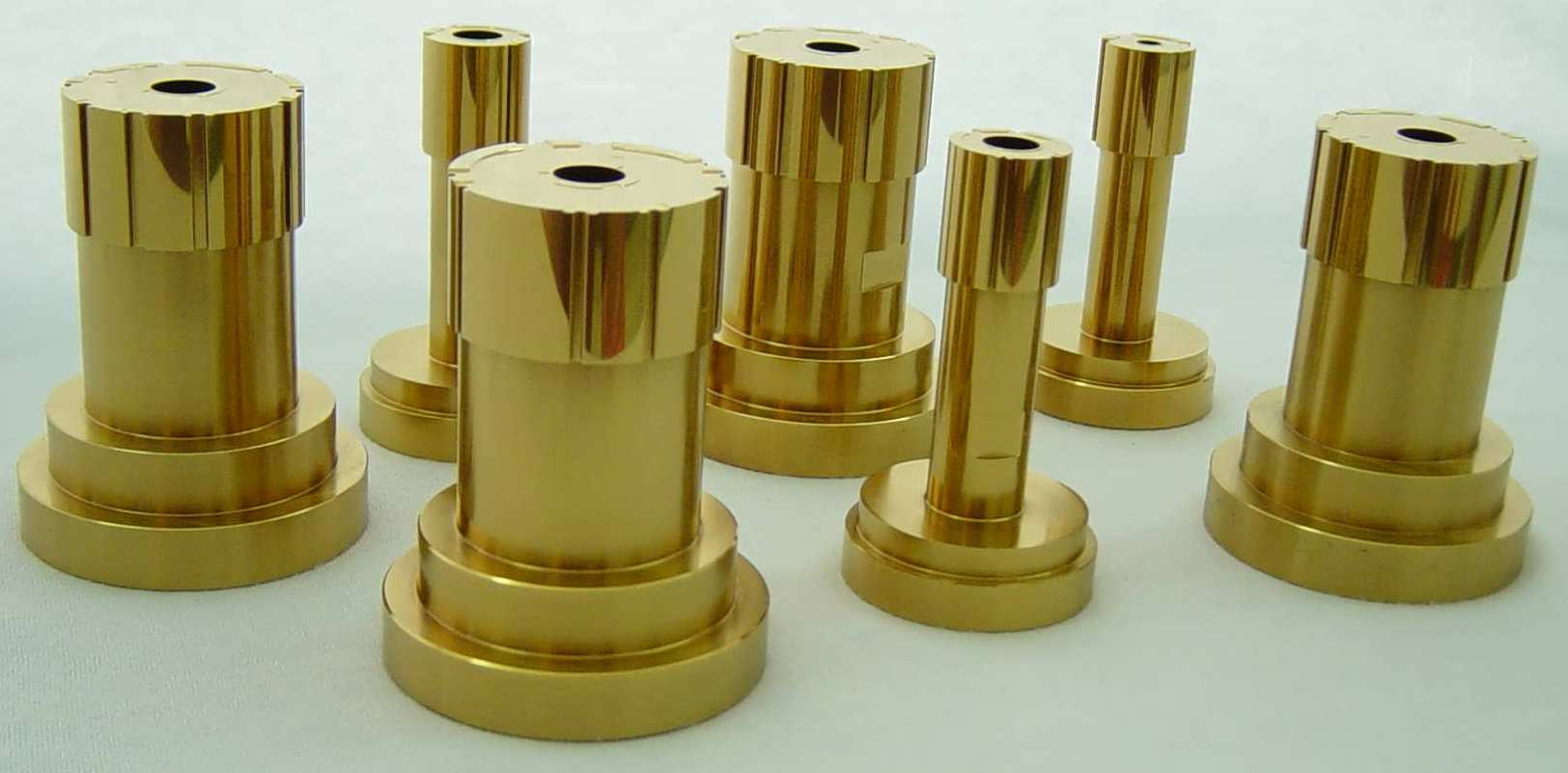
Titannitrid-beschichtete Metallteile, die dünne TiN-Schicht verursacht die goldene Farbe.

Dünne Schichten werden auch für die Veredelung und Funktionalisierung von Oberflächen eingesetzt. Darunter versteht man die Verbesserung von Oberflächen hinsichtlich ihrer funktionalen (z. B. Korrosionsschutz, Verschleißschutz usw.), dekorativen (Glanzgrad, Farbe usw.) Eigenschaften oder eine Kombination beider. Beispiele sind die Verbesserung der Kratzfestigkeit von Kunststoff- oder Metallteilen, wie DVDs oder Werkzeugen oder die Herstellung von schmutzabweisenden Oberflächen auf Glas und Keramik (Lotuseffekt).

### Elektronik

Schematischer Querschnitt durch einen CMOS-Chip mit einem komplexen Stapel aus strukturierten, dünnen Schichten.
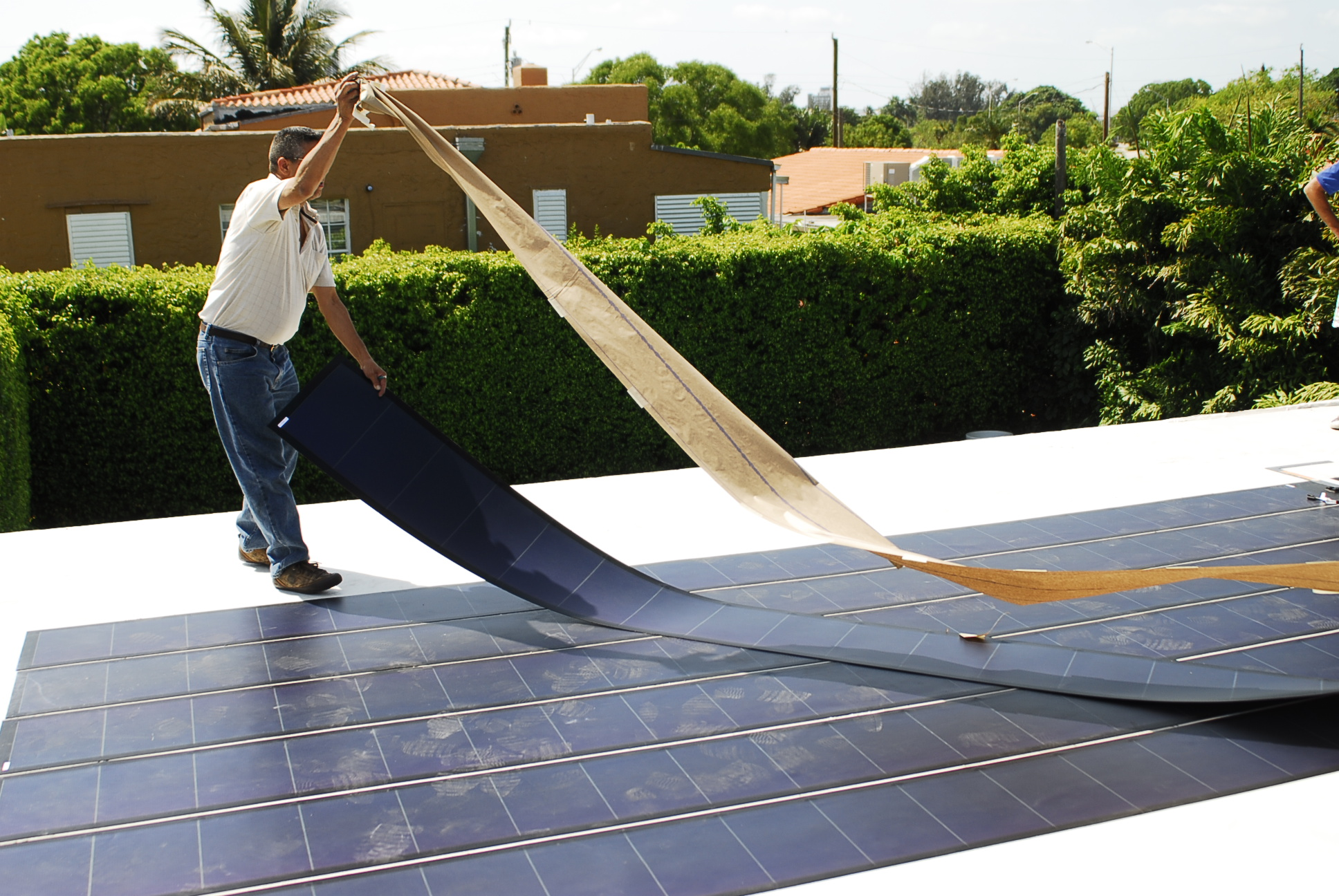
Flexible Dünnschichtsolarzellen

In der Elektronik und vor allem der Halbleiterelektronik spielen dünne Schichten eine entscheidende Rolle, sie bilden die Grundlage für die Herstellung und Funktionsweise von Transistoren oder Dioden und somit für alle mikroelektronischen Produkte. Weitere wichtige Anwendungsbereiche sind elektronische Anzeigen, wie das LC-Displays oder OLED-Anzeigen, sowie die Photovoltaik, beispielsweise in Form von Dünnschichtsolarzellen oder der Deckelektrode konventioneller Solarzellen.
Dabei werden nahezu alle Materialgruppen eingesetzt, sie reichen von Metallen für Leiterbahnen und elektrischen Kontakten, wie Kupfer, Silber, Aluminium oder Gold, über Halbleiter, wie Silicium, Germanium oder Galliumarsenid, bis hin zu Nichtleitern (Dielektrikum), wie Siliciumdioxid oder Titandioxid.
Auch in der konventionellen Elektronik finden dünne Schichten Anwendung, beispielsweise als durch Sprühbeschichtung aufgetragene dünne Isolationsschicht bei Spulendrähten.

### Weitere Anwendungen
Weitere Anwendungsbereiche für dünne Schichten sind:
- Zahnbehandlung (Aminfluorid zur Versiegelung und Härtung der Zahnoberfläche)
- Medizin (Beschichtung von Prothesen)
- Lebensmittelverpackungen (beschichtete PA-Folien als Gas- und Aromasperre zum Verpacken von Fleisch, Wurst und Käse)

## Herstellung
Dünne Schichten weisen große Unterschiede hinsichtlich der Dicke (wenigen Nanometer bis hin zu mehreren Mikrometern) und des eingesetzten Materials (Metalle, Dielektrika, organische Materialien usw.) bzw. der Materialkombination (Legierungen, Schichtstapel) auf. Die Herstellung erfolgt mithilfe der Beschichtungsmethoden der Dünnschichttechnik. In erster Linie sind dies chemische (CVD) und physikalische (PVD) Gasphasenabscheidungsverfahren, bei denen das Material entweder durch Reaktion von flüchtigen Ausgangsstoffen oder durch Kondensation aus der Dampfphase auf einer bereits vorhandenen Schicht- oder Substratoberflache. Des Weiteren gibt es noch zahlreiche weitere Verfahren auf der Grundlage von flüssigen Ausgangsstoffen, wie elektrostatisches Spritzverfahren, Anstriche, Tauchverfahren oder Rotationsbeschichtung, sowie Galvanisieren.
Besonders oft wird das elektrostatische Spritzverfahren angewendet. Dabei werden sowohl das Substrat als auch der Lack elektrisch aufgeladen, sodass es den Lack automatisch auf das Substrat zieht. Bei diesem Prozess ist sogar Lackieren über Ecken und Winkel möglich. Hierbei wird eine hauchdünne Nassschichtdicke von 1 bis 2 μm aufgetragen. Da der Lack hauptsächlich auf organischem Lösemittel basiert, welches sich nach dem Lackierprozess verflüchtigt, entsteht eine extrem dünne Trockenschichtdicke von 0,01 bis 0,02 μm.
Die Prozessbedingungen, unter denen diese Abscheidung vor sich geht, haben dabei wesentlichen Einfluss auf die Schichteigenschaften. Dazu zählen unter anderem die Substrattemperatur, Verunreinigungen auf den Substraten, Wachstumsrate und Prozessdruck. Zu den wichtigsten Schichteigenschaften zählen die Schichtdicke, die Oberflächenrauigkeit, die Kristallmorphologie, die Dichte, Kontaminationen und Dotierung sowie den sich daraus ergebenen Eigenschaften wie Brechungsindex, Schichthaftung, Härte usw.
Die optischen Eigenschaften dünner Schichten können im Zuge der Beschichtungsparameterbestimmung mit spektralphotometrischen oder ellipsometrischen Messverfahren ermittelt werden. Die Spektralphotometrie liefert Transmissionsspektren, an die theoretische Transmissionskurven angefittet oder die mit Hilfe des Einhüllendenverfahrens ausgewertet werden können. Die so ermittelten optischen Eigenschaften dienen der Korrektur bzw. Optimierung der Prozessbedingungen.